# O Homem da Máscara de Ferro
The Man in the Iron Mask (bra/prt: O Homem da Máscara  de Ferro) é um filme estadunidense de 1998, uma aventura dirigida por Randall Wallace.
Sequência não oficial do filme Os Três Mosqueteiros. Baseado no romance de Alexandre Dumas, O Visconde de Bragelonne, tem como personagens centrais o rei francês Luís XIV e seus mosqueteiros (Athos, Porthos, Aramis e D'Artagnan). No filme, descobre-se que o rei possui um irmão gêmeo, que é mantido preso em um local ermo, com uma máscara de ferro cobrindo-lhe o rosto.
Ainda que considerado um fracasso de crítica, o filme é notável por encerrar um período de seis meses em que Titanic esteve no topo da bilheteria dos Estados Unidos.

## Elenco
- Leonardo DiCaprio como Rei Luís XIV / Phillipe
- John Malkovich como Athos
- Jeremy Irons como Aramis
- Gabriel Byrne como D'Artagnan
- Gérard Depardieu como Porthos
- Peter Sarsgaard como Raoul
- Judith Godrèche como Christine
- Anne Parillaud como Rainha Anne
- Edward Atterton como Tenente Andre
- Hugh Laurie como Pierre, conselheiro do Rei
- David Lowe como conselheiro do rei